# Cape Bellefin
Cape Bellefin är en udde i Australien. Den ligger i delstaten Western Australia, omkring 700 kilometer norr om delstatshuvudstaden Perth.
Trakten är glest befolkad. Det finns inga samhällen i närheten. 
Stäppklimat råder i trakten. Genomsnittlig årsnederbörd är 256 millimeter. Den regnigaste månaden är juni, med i genomsnitt 80 mm nederbörd, och den torraste är oktober, med 2 mm nederbörd.